# Grigorij Czuchraj
Grigorij Naumowicz Czuchraj (ros. Григорий Наумович Чухрай; ur. 23 maja 1921 w Melitopolu, zm. 29 października 2001 w Moskwie) – radziecki reżyser filmowy, scenarzysta i pedagog.

## Życiorys
Urodził się na Ukrainie; jego ojciec, Naum Zinowiewicz Rubanow, był zawodowym wojskowym. Czuchraj nazwisko nosił po matce – Ukraince Kławdii Petriwni Czuchraj, która rozwiodła się z Naumem, kiedy Grigorij miał trzy lata (w 1924). Wkrótce matka ponownie wyszła za mąż, za przewodniczącego kołchozu Pawła Litwinienkę. W 1935 roku cała rodzina przeniosła się do Moskwy, gdzie matka i ojczym uzupełniali braki w wykształceniu. W 1939 roku Grigorij został powołany do wojska. Służył w łączności. Po wybuchu wojny, w sierpniu 1941, zgłosił się na ochotnika do wojsk powietrznodesantowych i trafił na front. Do końca wojny, w szeregach radzieckich wojsk powietrznodesanatowych brał udział we wszystkich ważniejszych bitwach tej formacji w ramach frontów: Południowego, Stalingradzkiego, Dońskiego, 1. i 3. Ukraińskiego. Podczas bitwy stalingradzkiej otrzymał awans na pierwszy stopień oficerski. Wielokrotnie brał udział w radzieckich operacjach desantowych na tyłach frontu, m.in. w przygotowaniu powstania słowackiego w 1944 roku. Swój szlak bojowy zakończył pod Wiedniem i w grudniu 1945 roku został zdemobilizowany. Był czterokrotnie ranny. W sierpniu 1944 wstąpił do partii. 
Po powrocie do ZSRR, w 1946 roku został studentem wydziału reżyserii Wszechzwiązkowego Instytutu Kinematografii (w klasie Jutkiewicza i Romma). Po ukończeniu uczelni w 1953 roku, pomimo lukratywnej propozycji pracy w „Mosfilmie”, Czuchraj powrócił na Ukrainę i rozpoczął pracę w Kijowskim Studio Filmów Fabularnych, w charakterze asystenta II reżysera. W 1955 roku powrócił do Moskwy i rok później w „Mosfilmie” zrealizował swoje pierwsze samodzielne dzieło - film Czterdziesty pierwszy. Z „Mosfilmem” pozostał już wiązany do końca swojej kariery i wszystkie jego kolejne filmy powstały właśnie w tej wytwórni. Wszystkie zyskały rozgłos, były wielokrotnie nagradzane (głównie w ZSRR) i dziś uważane są za arcydzieła radzieckiej sztuki filmowej. W latach 1966–1976 kierował Eksperymentalnym Studio Filmowym przy „Mosfilmie”. Członek Państwowego Komitetu Kinematografii w latach 1964-1991. Sekretarz Związku Filmowców Radzieckich w latach 1964-1991. Wykładowca w moskiewskim WGiK-u.
Autor książek autobiograficznych: Moja wojna (Moskwa, 2001) i Moje kino (Moskwa, 2002). 
Jest pochowany na Cmentarzu Wagańkowskim w Moskwie.

## Twórczość

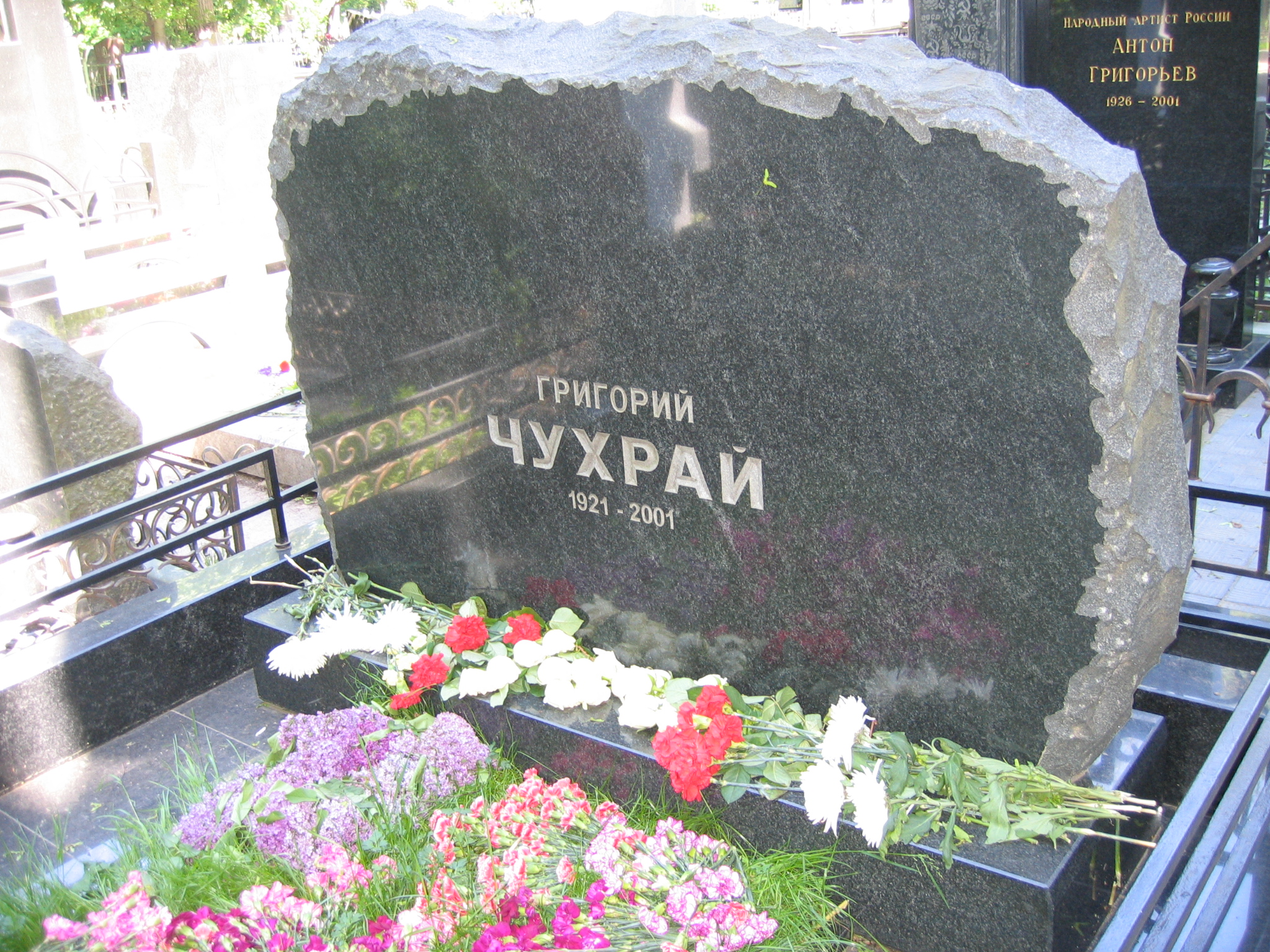
Mogiła Grigorija Czuchraja na Cmentarzu Wagańkowskim w Moskwie

Debiutował filmem Czterdziesty pierwszy (1956, według opowiadania Borisa Ławrieniowa), odbiegającą od schematów realizmu socjalistycznego opowieścią z lat wojny domowej 1917-1922. W Balladzie o żołnierzu (1959) przedstawił tragizm wojny z perspektywy zwykłego żołnierza, a próbą rozrachunku z okresem stalinowskiego terroru był film Czyste niebo (1961). Wyrazem poszukiwań nowej stylistyki były kolejne filmy, m.in. Był sobie dziad i baba (1964), poruszający problem trwałości wykształconych w latach stalinizmu postaw dogmatycznych; paradokumentalny film Pamięć (1971), Trzęsawisko (1977), Życie jest piękne (1979). 
W swojej twórczości wierny był jednemu, głównemu tematowi: człowiek wobec historii.
Tworzył również filmy dokumentalne, m.in. Nauczę was marzyć (1985, wraz ze współreżyserem Jurijem Szwyriowem), Todfeinde – vom Sterben und Überleben in Stalingrad (1992, współreżyserowany z Rainerem Schübelem). 

## Wybrana filmografia

### Reżyser
- 1956 – Czterdziesty pierwszy
- 1959 – Ballada o żołnierzu
- 1961 – Czyste niebo
- 1965 – Był sobie dziad i baba
- 1966 – Ludzie!
- 1971 – Pamięć
- 1978 – Grzęzawisko
- 1979 – Życie jest piękne
- 1984 – Nauczę was marzyć...

### Scenarzysta
- 1959 – Ballada o żołnierzu
- 1971 – Pamięć
- 1979 – Życie jest piękne
- 1984 – Nauczę was marzyć...

## Życie osobiste
Był żonaty z Iriną Pawłowną z d. Pienkową – wykładowcą języka i literatury rosyjskiej. Mieli dwoje dzieci: Pawła (ur. 1946) – reżysera filmowego i Jelenę (ur. 1961) – filmoznawcę. 

## Odznaczenia i nagrody
- Order „Za zasługi dla Ojczyzny” IV klasy (1996)
- Order Wojny Ojczyźnianej I klasy (1985)
- Order Wojny Ojczyźnianej II klasy (1945)
- Nagroda Leninowska (1961)
- Order Czerwonego Sztandaru Pracy (trzykrotnie)
- Order Czerwonej Gwiazdy (1944)
- Medal 100-lecia urodzin Lenina (1970)
- Medal „Za obronę Stalingradu”
- Medal „Za zwycięstwo nad Niemcami w Wielkiej Wojnie Ojczyźnianej 1941–1945”
- Medal jubileuszowy „Dwudziestolecia zwycięstwa w Wielkiej Wojnie Ojczyźnianej 1941–1945”
- Medal jubileuszowy „Trzydziestolecia zwycięstwa w Wielkiej Wojnie Ojczyźnianej 1941–1945”
- Medal jubileuszowy „Czterdziestolecia zwycięstwa w Wielkiej Wojnie Ojczyźnianej 1941–1945”
- Medal jubileuszowy „50-lecia zwycięstwa w Wielkiej Wojnie Ojczyźnianej 1941–1945”
- Medal jubileuszowy „30 lat Armii Radzieckiej i Floty”
- Medal jubileuszowy „40 lat Sił Zbrojnych ZSRR”
- Medal jubileuszowy „50 lat Sił Zbrojnych ZSRR”
- Medal jubileuszowy „60 lat Sił Zbrojnych ZSRR”
- Medal jubileuszowy „70 lat Sił Zbrojnych ZSRR”
- Medal „W upamiętnieniu 850-lecia Moskwy”
- Medal „Weteran pracy”
- Medal Żukowa
- Order Partyzanckiej Gwiazdy (Jugosławia)
- Order Pracy (Węgierska Republika Ludowa)
- Order Pokoju i Przyjaźni (Węgierska Republika Ludowa)

I inne.